# 邯鄲鋼鐵
河钢集团邯郸钢铁集团有限责任公司，前称邯鄲鋼鐵集團公司，簡稱邯鋼集團，於1958年在中國河北邯鄲成立。公司主要從事鋼鐵業務，包括黑色金屬冶煉、鋼坯、鋼材軋製、燒結礦冶煉、焦炭及副產品製造、銷售及進出口業務。每年鋼材產量約900萬噸。
子公司邯鄲鋼鐵股份有限公司（已併入河北鋼鐵股份有限公司，上交所除牌前：600001），簡稱邯郸钢铁，在1996年成立，以及在1998年於上海證券交易所上市。
2008年，邯鄲鋼鐵股份與河北唐山的唐鋼股份、河北承德的承德钒钛合併成「河北鋼鐵集團」，成為中國最大、世界第五大鋼鐵公司。这也是A股市场首次实施跨交易所合并，新的上市存续公司为唐钢股份。

## 連結
- 邯鄲鋼鐵集團公司 （页面存档备份，存于）